# Гіорою
Гіорою (рум. Ghioroiu) — село у повіті Вилча в Румунії. Адміністративний центр комуни Гіорою.
Село розташоване на відстані 181 км на захід від Бухареста, 62 км на південний захід від Римніку-Вилчі, 40 км на північ від Крайови.

## Населення
За даними перепису населення 2002 року у селі проживали 874 особи, усі — румуни. Усі жителі села рідною мовою назвали румунську.